# Cuba en los Juegos Olímpicos de la Juventud 2018
Cuba compitió en los Juegos Olímpicos de la Juventud 2018 en Buenos Aires, Argentina, celebrados entre el 6 y el 18 de octubre de 2018. Su delegación estuvo conformada por 19 atletas y obtuvo cuatro medallas doradas y dos de bronce en las justas deportivas.

## Deportes

### Atletismo
| Atleta                 | Evento       | Stage 1 | Stage 1 |
| Atleta                 | Evento       | Result  | Rank    |
| ---------------------- | ------------ | ------- | ------- |
| Melany Matheus Morejón | Discus Throw | 53'70   | 1       |

## Medallero
| Medalla       | Oro | Plata | Bronce | Total |
| ------------- | --- | ----- | ------ | ----- |
| Total oficial | 4   | 0     | 2      | 6     |

## Competidores
| Deporte   | Hombres | Mujeres | Total |
| --------- | ------- | ------- | ----- |
| Atletismo |         | 1       | 1     |